# Sint-Servatiuskerk (Koblenz)
De Sint-Servatiuskerk is een rooms-katholieke kerk in Güls, een stadsdeel van de Duitse plaats Koblenz. De parochiekerk werd in de jaren 1833-1840 gebouwd, ter vervanging van de te klein geworden oude Servatiuskerk uit de 13e eeuw. De kerk draagt het patrocinium van Servatius van Maastricht.  

## Geschiedenis

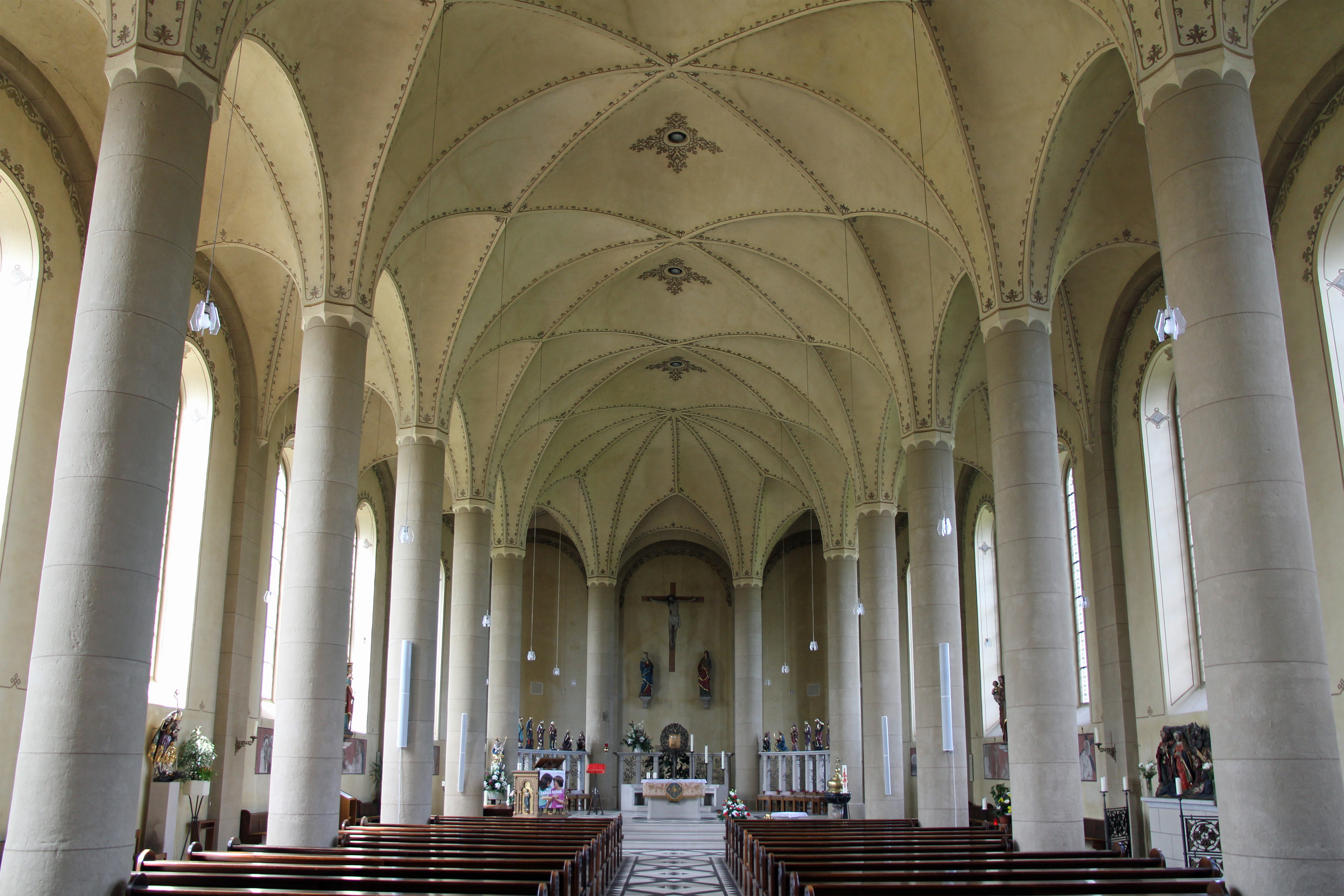
Interieur richting altaar

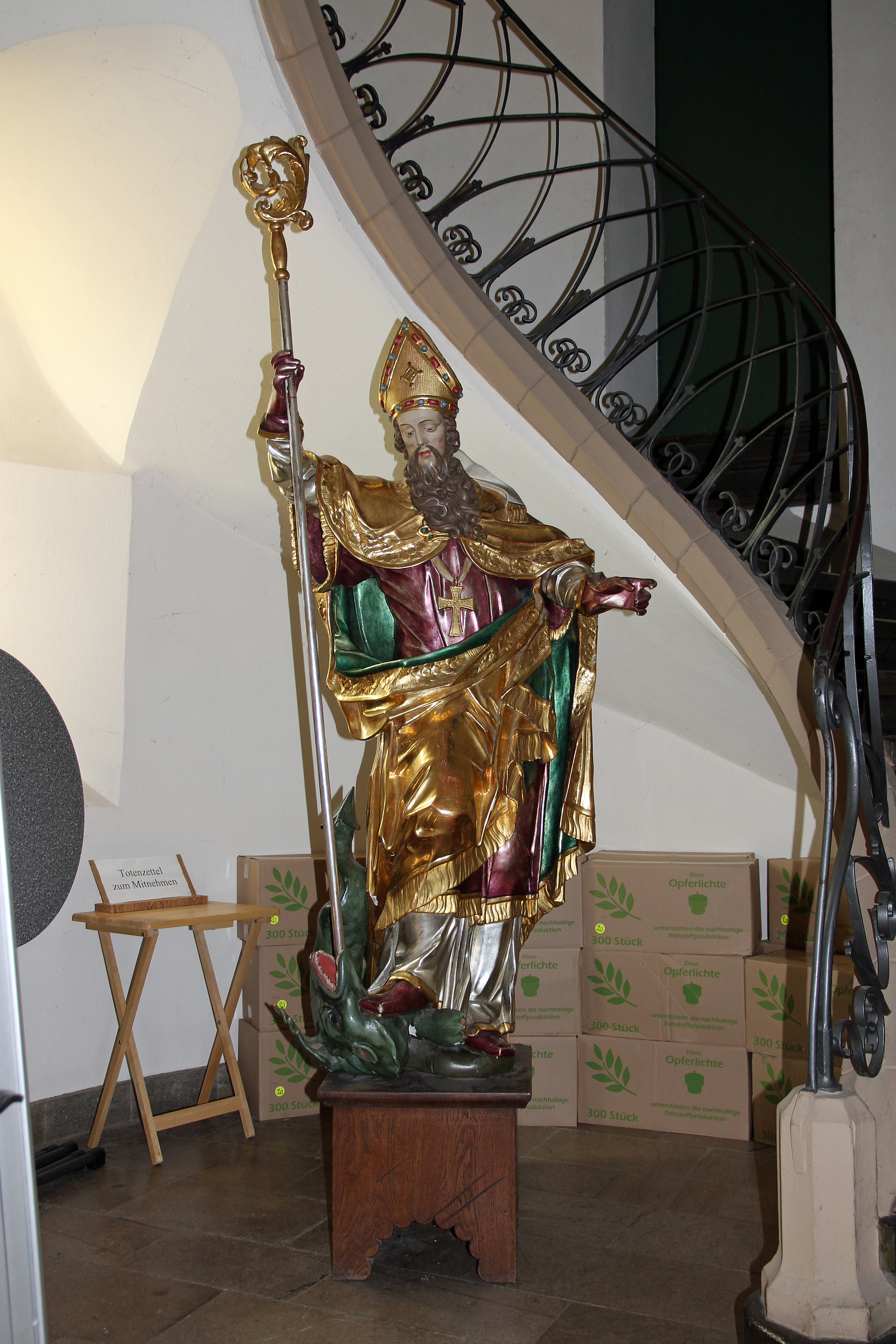
Beeld van Sint-Servatius bij de toegang van de orgelgalerij

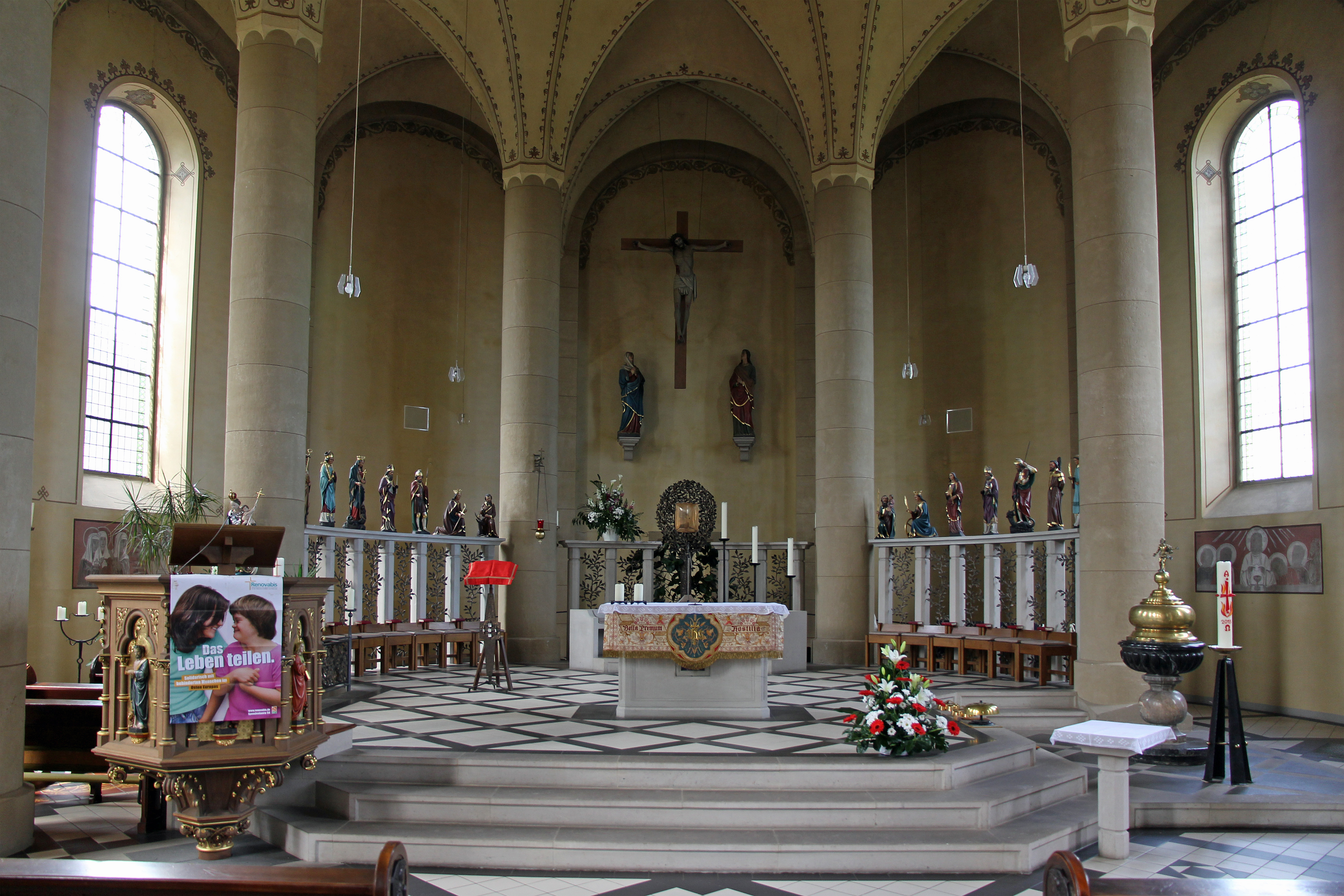
altaarruimte

Nadat in het begin van de 19e eeuw de eerste Servatiuskerk van Güls te klein werd, besloot men tot nieuwbouw. Men overwoog daarbij de oude kerk af te breken en op dezelfde plaats het nieuwe Godshuis op te bouwen. Echter vanwege ruimtegebrek en de cultuur-historische waarde van de oude kerk besloot men de nieuwe kerk op een andere plaats te bouwen. Slechts enkele meters verder dan de oude kerk werd naar het neoromaanse ontwerp van de architect Johann Claudius von Lassaulx in de jaren 1833-1840 de nieuwe Servatiuskerk gebouwd. Het bouwmateriaal dat werd gebruikt stamde van de sloop van een oude stadspoort in Koblenz, de Löhrtor, die in verband met de aanleg van de Pruisische vesting Koblenz moest wijken. De eerste steen voor de nieuwe Sint-Servaas werd op 27 april 1833 gelegd. De consecratie van de in totaal 14.856 daalders kostende nieuwbouw vond plaats op 31 augustus 1840 door de wijbisschop van Trier, Wilhelm Günsther.
Tijdens de luchtaanvallen op Koblenz in de Tweede Wereldoorlog werd de kerk gedeeltelijk beschadigd.

## Architectuur
De parochiekerk is een neoromaanse, drieschepige hallenkerk met een dubbele torens. Wegens de opvallende vormen van de torens worden ze in de volksmond de tandestokers van Güls genoemd.  
Tussen de beide torens bevindt zich een portaal met een timpaan boven de ingang met in het midden een reliëf van de Moeder Gods met het Kind. Rechts van haar doodt de heilige Servatius een draak en links reiken twee monniken haar het model van de kerk aan. Boven het portaal verlicht een roosvenster de galerij in de kerk. De voorgevel wordt boven afgesloten met een naar het midden oplopende galerij met in de nissen stenen beelden. In het midden staat Jezus Christus als koning, links en rechts van Hem de apostelen Petrus en Paulus. Tussen de beelden en het roosvenster zijn de woorden Christus Rex bevestigd. De gevel wordt bekroond door een kruis.
Rechts naast de trap naar de ingang staat een oorlogsmonument ter nagedachtenis van de slachtoffers van de Eerste Wereldoorlog. Het stelt een soldaat voor, liggend voor een kruis op een altaar van basaltlava. In het noorden naast de kerk bevindt zich een Lourdesgrot.

## Interieur
Men komt het kerkgebouw binnen door een voorportaal. Het brede kerkschip wordt door een halfrond koor afgesloten. De veertien slanke ronde pijlers hebben geen kapitelen en dragen een stergewelf. In het koor staat een vrijstaand altaar, dat van achter door hek wordt afgebakend. Op het hek staan de beelden van de Veertien Noodhelpers.
Uit de oude Servatiuskerk stammen het grote houten kruis (16e eeuw), een bokaalvormig doopvont met een messing deksel (1699), een wijwaterbekken (1699) en vijf 18e-eeuwse beelden van heiligen. Met de nieuwbouw werden ook nog een aantal nieuwe heiligenbeelden toegevoegd.
De parochie bezit vier relikwieën van Sint-Servatius, een zilveren zonnemonstrans uit de 17e eeuw, een zilveren relikwiekruis (17e eeuw) en twee miskelken. Onder de zuidelijke toren bevindt zich de toegang tot de orgelgalerij met een beeld van Sint-Servatius. De noordelijk toren huisvest een genadekapel met een laatgotische piëta uit de 16e eeuw, die vroeger in het Grootheilighuisje stond, en een modern Heilig-Hartbeeld.

## Orgel
Het orgel werd in 1996 door de orgelbouwfirma Simon uit Muddenhagen gebouwd. Het sleeplade-instrument heeft 30 registers op twee manualen en pedaal. De speeltracturen zijn mechanisch, de registertracturen elektrisch.